# Перегуда, Александр Иосифович
Александр Иванович Перегуда (укр. Олександр Йосипович Перегуда) (9 августа 1893, Житомир, Российская империя — 6 мая 1969, Киев, УССР, СССР) — советский и украинский актёр, редактор, режиссёр и сценарист, Член Союза кинематографистов УССР.

## Биография
Родился 9 августа 1893 года в Житомире в мещанской семье. В 1911 году поступил на математический факультет КиевГУ, который он окончил в 1916 году, одновременно с этим в 1915 году он окончил театральную школу М. Лисенка. Начиная с 1922 года он вошёл в труппу театра Березиль в качестве актёра. 
В кинематографе с 1924 года, сначала как ассистент режиссёра, затем как режиссёр, сценарист и актёр. В 1941 году в связи с началом ВОВ несмотря на почтенный возраст (48 лет) ушёл добровольцем на фронт и прошёл всю войну, за что был награждён Орденом Отечественной войны II степени и медалями. После демобилизации c 1951 года работал на Киевской киностудии, где занимал должность редактора вплоть до 1959 года, после чего вышел на пенсию.
Скончался 6 мая 1969 года в Киеве.

## Фильмография
Актёр
- 1925 — Арсенальцы
- 1935 — Дивный сад — ковбой

Режиссёр
- 1924 — Сон Толстопузенко
- 1926 — Красная пресня (совм. с Л. Муром, А. Роомом, Л. Шеффером)
- 1929 — Девушка с палубы
- 1929 — Мёртвая петля

Сценарист
- 1925 — Федькина правда
- 1935 — Золотое озеро
- 1951 — Амвросий Бучма
- 1953 — Стёпа-капитан

Редактор
- 1955 — Звёзды на крыльях
- 1956 — Море зовёт
- 1956 — Педагогическая поэма
- 1957 — Мальва